# Staetherinia coenosa
Staetherinia coenosa är en fjärilsart som beskrevs av De Joannis 1913. Staetherinia coenosa ingår i släktet Staetherinia och familjen tofsspinnare. Inga underarter finns listade i Catalogue of Life.